# Baga de Cal Magre
La Baga de Cal Magre, o Baga de la Covorca, és una obaga del terme municipal de Sant Quirze Safaja, a la comarca del Moianès.
Està situada a la part central del terme del poble de Bertí, en el vessant septentrional de la Serra del Magre i a l'esquerra del torrent de l'Ullar, al nord del lloc on hi ha les ruïnes de la masia de la Serra i al sud-oest del Camp del Mill.